# Ogród zoologiczny w Pradze
Ogród zoologiczny w Pradze (cz. Zoologická zahrada hl. m. Prahy) – ogród zoologiczny w Pradze (w dzielnicy Troja w północnej części miasta, na prawym brzegu Wełtawy), utworzony 28 września 1931.

## Historia
Ogród założono 28 września 1931 w celu „badania zoologii, ochrony przyrody i edukacji społeczeństwa”. Zajmuje on powierzchnię 58 hektarów, a według stanu na 31 grudnia 2021 liczył 5469 zwierząt, reprezentujących 685 gatunków z całego świata. Zoo w Pradze znacząco przyczyniło się do zachowania konia Przewalskiego – przez wiele lat znajdowała się tu największa hodowla tego gatunku na świecie. W 2008 r. Forbes Traveler Magazine zaliczył praskie zoo do dziesięciu najlepszych ogrodów zoologicznych na świecie.